# Maks Mirnyj
Maksim "Maks" Nikolajevitj Mirnyj (russisk: Макси́м Никола́евич Ми́рный tr. Maksim Nikolajevitj Mirnyj; hviderussisk: Максім Мікалаевіч Мірны tr. Maksim Mikalevitj Mirny; engelsk: Maxim "Max" Nikolayevich Mirnyi, født 6. juli 1977 i Minsk, Sovjetunionen) er en hviderussisk tennisspiller, der blev professionel i 1996. Han har igennem sin karriere vundet 1 single- og hele 34 doubletitler, og hans højeste placering på ATP's verdensrangliste er en 18.-plads, som han opnåede i august 2003.

## Grand Slam
Mirnyj har igennem sin karriere specialiseret sig i doubler, men har også markeret sig i singlerækkerne. Hans bedste Grand Slam-resultat i singlerækkerne er en kvartfinale ved US Open i 2002. 

## Eksterne links
- Max Mirnyjs hjemmeside Arkiveret 22. marts 2018 hos  Wayback Machine
- Max Mirnyis profil på Olympics.com (engelsk)
- Max Mirnyis profil på Sports-Reference OL-resultater (arkiveret) (engelsk)
- Max Mirnyis profil på Olympedia (engelsk)
- Max Mirnyis profil hos ATP World Tour (engelsk)
- Max Mirnyis profil hos ITF Tennis (engelsk)
- Max Mirnyis profil hos Davis Cup (engelsk)
- Max Mirnyis profil hos ITF Tennis (engelsk)